# Вбивство Чхве Токина
Чхве Токин (кор. 최덕근, 崔德根; 1951 або 1952 — 1 жовтня 1996, Владивосток, Росія) — південнокорейський консульський чиновник на Далекому Сході Росії, отруєний у жовтні 1996.

## Вбивство
Дипломат убитий у під'їзді будинку, коли піднімався до своєї квартири на сьомому поверсі. Його тіло знайдено на сходах. Незадовго до вбивства сусідка бачила у під'їзді двох чоловіків «азійської зовнішності».
Незважаючи на те, що офіційно причиною смерті записано вбивство важким предметом, у Чхве Токина на тілі виявилося два отвори діаметром з олівець, що може свідчити про ін'єкцію невідомою речовиною. При виявленні тіла в кишенях одягу виявилося 1200 доларів США готівкою. Незабаром з'ясувалося, що в крові знаходилася отрута такого ж типу, як та, що знаходилася на борту північнокорейського підводного човна, який проник у південнокорейські води місяцем раніше; Північна Корея погрожувала вжити заходів у відповідь на вбивства її спецагентів південнокорейською армією.
Північна Корея заперечувала своє втручання та звинувачувала Південь у фабрикації доказів з метою очорнення Півночі. У деяких репортажах новин висловлювалося припущення, що північнокорейці найняли російського кілера для виконання завдання.

## Наслідки
За неперевіреними даними, після смерті Чхве Токина південнокорейське міністерство закордонних справ та торгівлі рекомендувало своїм працівникам утриматися від контакту або допомоги північнокорейцям, навіть біженцям, побоюючись за їхнє життя. Деякі аналітики вважають, що уряд Північної Кореї навмисно не повідомляв про арешт американського громадянина Эвана Ханцикера, здійсненому 24 серпня, щоб відвернути пізніше цим увагу від смерті Чхве Токина.